# История ярославской почты

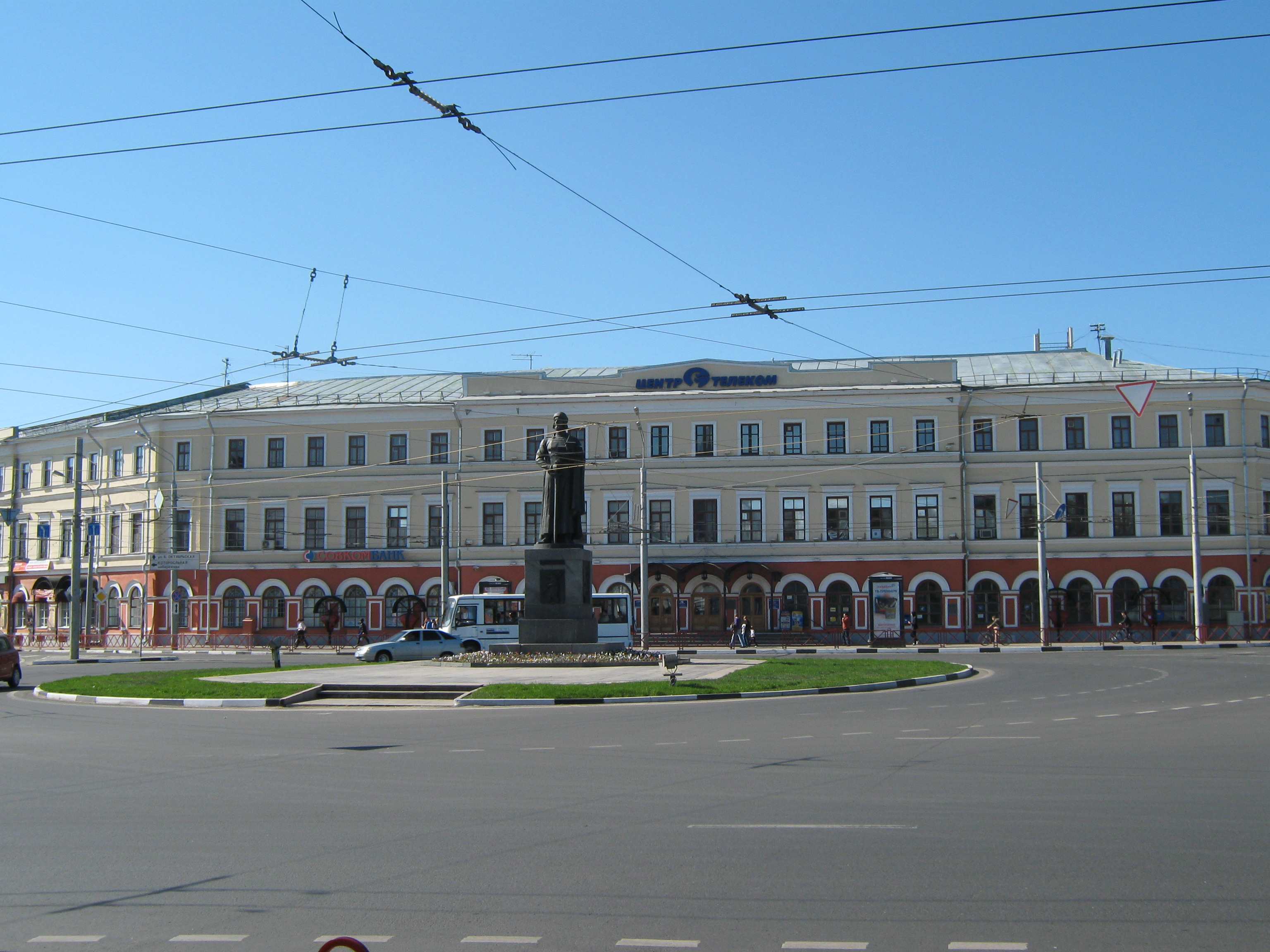
Здание главпочтамта Ярославля (бывшее здание купца Пастухова), где также находится Управление федеральной почтовой связи Ярославской области

История ярославской почты — почтовая история на территории нынешней Ярославской области, которая включает периоды развития почты в дореволюционное и советское время, а также на современном этапе, когда почтовые услуги населению области оказывает филиал Федерального государственного унитарного предприятия (ФГУП) «Почта России».

## Дореволюционный период

### Петровский указ
В современном понимании история почты на ярославской земле начинается с царского «Указа об устройстве с 1 июля 1693 года постоянной почтовой гоньбы между Москвой и Архангельском», который был подписан Петром Первым 8 июня 1693 года:

«Поставить от Москвы, — говорилось в указе, — по городам на ямах до Архангельска и назад до Москвы почту, а гонять с тою почтою выборочным почтарям Московским и городовым ямщикам с Москвы и с великих государей грамотами и со всякими иноземских и торговых людей».— Сафонов Н., Карлинский В. Письмо отправляется в путь.
Передвижение почтарей осуществлялось через Переславль-Залесский, Ростов, Ярославль, Данилов, Вологду и далее вдоль рек Вага и Северная Двина, через города Вельск, Шенкурск, Холмогоры. Царский указ также предписывал скорость доставки почты:

«…перебегать от Москвы до Архангельска добрым летним и зимним путём в восьмой и девятый день, вешним и осенним путём в десятый и одиннадцатый день… и приказать тем выборным почтарям и с великим подкреплением, чтоб они с тою почтою гоняли наскоро в час вёрст по девяти и по десяти».— Сафонов Н., Карлинский В. Письмо отправляется в путь.
В распоряжении указывались строго определённое время, когда ямщики должны были прибывать с почтой в станы. Кроме того, указ Петра Великого определял, чтобы почтовых людей подбирали из честных и трезвых, дабы они могли «день и ночь письма везти бережно в мешках под пазухой, чтобы от дождя не замочить и дорогою пьянством не утратить».
Почта в Ярославле была организована на посаде, на проезжей Михайловской улице (ныне улице Почтовой) в подворье Толгского монастыря; в Ростове — в доме на Московской дороге и неподалёку от западных ворот Кремля, а в Переславле-Залесском — на дворе вдовы Валуевой на Ростовской улице.
В Ярославле был также устроен «почтовый стан», располагавшийся за рекой Которосль, в котором жили ямщики с почтового тракта. Перевозка почты была заведена один—два раза в неделю, по мере необходимости.

### Почтовые тракты
Первоначально в Ярославской губернии существовало два основных тракта:
- Москва — Архангельск: Переславль — Дертники — Петровск — Ростов — Семибратово — Кормилицино — Ярославль — Глебовское — Туфаново — Данилов — Левинская.
- Ярославль — Санкт-Петербург: Ямино — Романов — Киндяки — Рыбинск — Молога — Горелово — Сушинская и далее на Весьегонск.

Эти тракты имели разветвления на второстепенные: в Данилове — к Любиму, в Романово-Борисоглебске — к Пошехонью, в Рыбинске — на Тверь. На всех трактах, пересекавших губернию, на почтовых станциях содержалось достаточное число лошадей: по Санкт-Петербуржскому тракту — по 24, по Архангельскому — по 16 лошадей.
Наблюдение за всеми почтовыми учреждениями страны в 1712 году стало проводить только что созданное Почтовое управление, которое возглавил генерал-почт-директор П. П. Шафиров.
К 1725 году, в конце правления Петра I, длина почтовых маршрутов в России составляла 10 667 вёрст и работало 458 почтовых учреждений.

### Почтовые конторы
Ямской приказ, просуществовавший на территории России более 200 лет, стал во второй половине XVIII века неэффективным в деле развития почтовой связи. В 1772 году он был упразднён, а на его месте был образован Почтовый департамент при Коллегии иностранных дел, который обладал административной и финансовой самостоятельностью. В 1781 году вышел указ Правительствующего сената, согласно которому по губернским и уездным городам возводились каменные дома для почтовых контор из расчёта средств на каждую контору в 20 000 рублей.
В 1783 году ярославский генерал-губернатор поручил Казённой палате приступить к строительству почтового дома сроком в два года: в первый год возвести каменный фундамент и флигель, а на второй год построить само здание конторы. На строительство почтового дома по смете ушло 16 370 рублей. Почтовый дом включал два одноэтажных служебных корпуса: собственно каменный дом, с нужными пределами, и флигель для почтальонов.
С 1781 по 1785 год возникли почтовые конторы в крупных уездах Ярославской губернии: в Ярославле, Угличе, Петровске, Борисоглебске.
По состоянию на 1799 год, в губернии насчитывалось: почтовых станций — 21, лошадей — 348 (в том числе ямских — 54, обывательских — 294), ямщиков — 571.

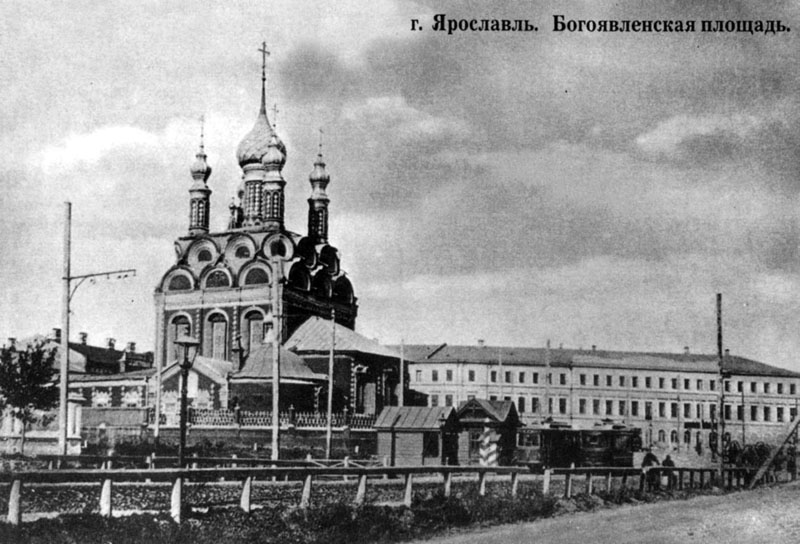
Дореволюционная фотография Богоявленской площади со зданием купца Пастухова в Ярославле, где ныне расположен главпочтамт и Управление федеральной почтовой связи Ярославской области

В 1809 году было введено в действие «Положение об учреждении вольных почт», в котором, среди прочего, предписывалось:
«Содержатели вольных почт должны иметь на каждой станции не менее положенного правительством числа лошадей, совершенно способных к почтовой гоньбе, при каждой паре оных возчика не малолетнего и не престарелого, трезвого и способного к сей должности… Если, кто из приезжающих загонит лошадь или будет понуждать к неумеренной гоньбе или обидит возчика, виновным предъявляется штраф: за загнанную лошадь в таком размере, чтоб хозяин мог немедленно купить другую лошадь; за принуждение неумеренной гоньбе — штраф в 100 рублей, где половина идёт в пользу обиженного, а другая половина — на содержание почтовой станции».

## Советский период
В советское время началось активное продвижение почтовой связи вглубь страны. Это было связано с тем, что почте вверялось распространение советской периодической печати (с 1920 года), тогда как в дореволюционной России подписка и рассылка изданий была в ведении самих редакций газет и журналов.
В 1921 году в ряде деревень, расположенных вдали от почтовых контор, при избах-читальнях стали открывать вспомогательные пункты связи с приёмом и выдачей простой, заказной корреспонденции и газет. Всего в Ярославской губернии на тот момент имелось 20 почтово-телеграфных, 50 почтовых предприятий связи, два железнодорожных отделения связи и 59 вспомогательных почтовых пунктов, которые подчинялись отделу народной связи.
В 1925 году в ярославских деревнях стали работать сельские письмоносцы, которые входили в штат почтовых предприятий и отвечали за непосредственную доставку почты в сельсоветы ближайших населенных пунктов. Таковых работников в конце указанного года имелось в Ярославской губернии 73 человека, которые были приписаны к 170 сельским предприятиям связи.
В 1931 году на селе появились колхозные почтальоны. Впервые в истории отечественной почты была начата доставка корреспонденции и периодической печати сельским жителям прямо на дом.
В 1935 году в сельских отделениях связи на территории нынешней Ярославской области насчитывалось 163 ведомственных и 2212 колхозных письмоносцев.
В связи с образованием в 1936 году Ярославской области было основано Ярославское областное управление связи. Входившие в хозяйство бывшей Ивановской Промышленной области предприятия связи были переданы Ярославской области, в том числе:
- один почтамт,
- 35 отделов в районных центрах,
- 37 городских отделений связи и
- 697 агентств связи.

Областной почтовой связи принадлежали следующие транспортные средства:
- четыре почтовых вагона,
- два катера,
- 53 автомашины,
- семь велосипедов и
- 15 конно-почтовых станций, включая 33 лошади (кроме того, имелось 555 наёмных лошадей по обслуживанию почтовой связи).

## Современность
Управление федеральной почтовой связи Ярославской области начало работу в качестве филиала ФГУП «Почта России» в числе первых четырёх Управлений федеральной почтовой связи с 1 декабря 2003 года. Полная информация о филиале находится на официальной веб-странице УФПС Ярославской области.
Ранее почтовое управление располагалось в бывшем здании купца Пастухова, в настоящий момент Управление Федеральной почтовой службы находится на ул. Советской 34 А.

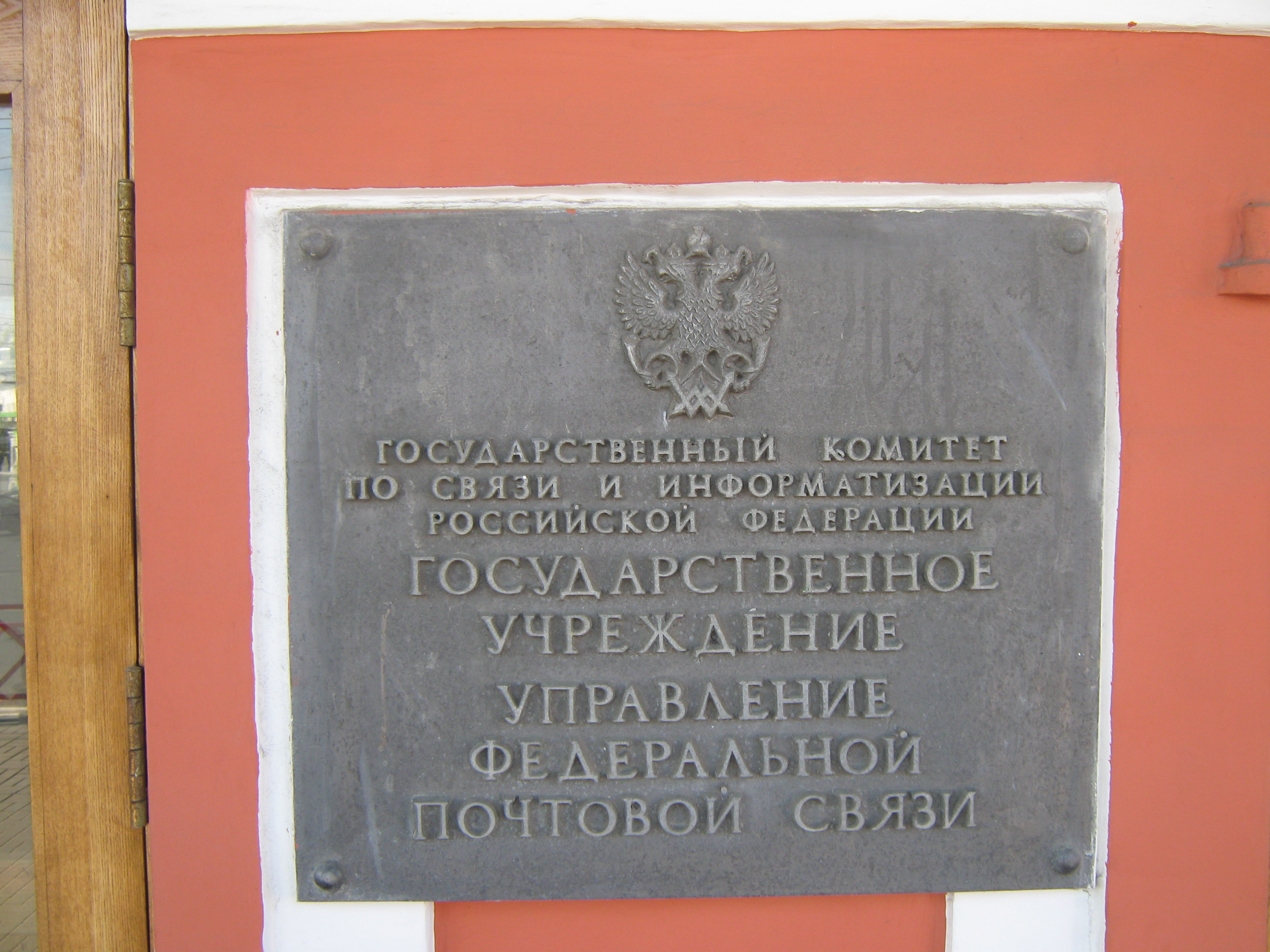
Учрежденческая доска при входе в Управление федеральной почтовой связи Ярославской области
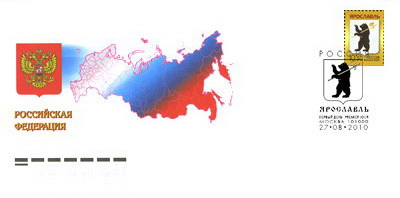
Конверт первого дня России (27 августа 2010): «Герб Ярославля»
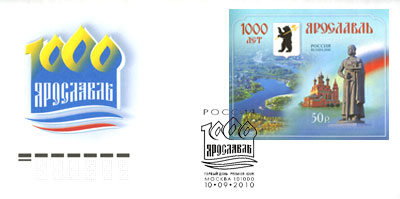
То же (10 сентября 2010): «1000 лет Ярославлю»